# Hells Angels
El  Hells Angels Motorcycle Club (HAMC) (en català Moto-Club Àngels de l'Infern) és un club de motoristes d'origen americà, considerat fora de la llei segons els Departament de Justícia dels Estats Units i el Canadà. Les motocicletes més típiques d'aquest club són les Harley-Davidson. Alguns sobrenoms del club són H.A., de l'anglès Hells Angels, o 81, fent referència a la vuitena i primera lletres de l'abecedari, la H i la A.

## Història
Després del final de la Segona Guerra Mundial molts excombatents nord-americans van tornar a casa amb molta adrenalina a les venes després dels seus vols d'atac en bombarders B-52 i es van reagrupar en petites associacions amb l'ànim de circular amb motocicleta i emborratxar-se. L'Associació Motociclista Americana va emetre un comunicat considerant grupuscles com els Pissed Off Bastards o Boozefighters com l'1% de proscrits que van provocar els incidents de Hollister el 1947, i segons l'associació, la resta era gent respectable.
El club es va fundar el 17 de març de 1948 a Fontana (Califòrnia), a partir de la fusió de diversos clubs de motoristes. A Otto Friedli, un veterà de la Segona Guerra Mundial, se li atribueix l'inici del club després de trencar amb el club de motocicletes Pissed Off Bastards per una disputa amb una banda rival. Al cap d'uns anys s'hi havien adherit altres bandes i clubs de motoristes de la regió i fins al 1961 no es va obrir el primer capítol de fora de l'estat, a Auckland, Nova Zelanda. Posteriorment el club va créixer a la majoria d'estats dels Estats Units i 30 o més països, alimentat per les imatges icòniques dels proscrits fent les seves pròpies regles que apareixien a la cultura pop, especialment la pel·lícula de Marlon Brando de 1954 El salvatge i el relat de 1966 de Hunter S. Thompson sobre passar un any amb la colla al nord de Califòrnia.
Amb una afiliació d'entre 3.000 i 3.600 membres a tot el mon en 467 capítols situats a 59 països, el HAMC és el club de motocicletes més gran del món.

## Activitats criminals
Diverses agències policials dels Estats Units classifiquen els Hells Angels com una de les "quatre grans" bandes de motocicletes, juntament amb els Pagan's Motorcycle Club, els Outlaws Motorcycle Club i els Bandidos Motorcycle Club, i afirmen que els membres duen a terme delictes violents i delictes organitzats, inclosos el tràfic de drogues i el tràfic de béns robats, extorsió i operacions de prostitució. Els membres de l’organització han afirmat contínuament que només són un grup d’aficionats a les motos que s'han unit per muntar motos junts, per organitzar esdeveniments socials com viatges en grup, recaptacions de fons, festes i concentracions de motos, i que qualsevol delicte és responsabilitat de les persones que les van dur a terme i no el club en general.
Al maig de 2019, un tribunal d’Utrecht va dictar un veredicte que va convertir els Països Baixos en el primer país que va prohibir completament els Hells Angels. El jutge president del tribunal el va qualificar de "perill per a l'ordre públic i l'estat de dret". Altres països com Alemanya havien prohibit capítols locals, però mai abans de tot el club.
A Catalunya, on es van fundar com a Centuriones en 1982, fins que els seus 34 membres foren detinguts en 1996 acusats de tràfic de drogues i armes, i associació il·lícita, i es van refundar com a Hells Angels. s'han fet diverses operacions policials, en 2007, 2009, 2016, 2018, i 2019 que han acabat amb diversos membres de l'organització en relació amb extorsió, tràfic de drogues i d'armes i associació il·lícita, i en els escorcolls s'han intervingut armes i munició de guerra, diverses armes blanques i de foc, armilles antibales, cocaïna, diners en efectiu i diversos objectes i llibres de simbologia i contingut nazi. Se'ls vincula amb els Boixos Nois.

## Galeria d'imatges

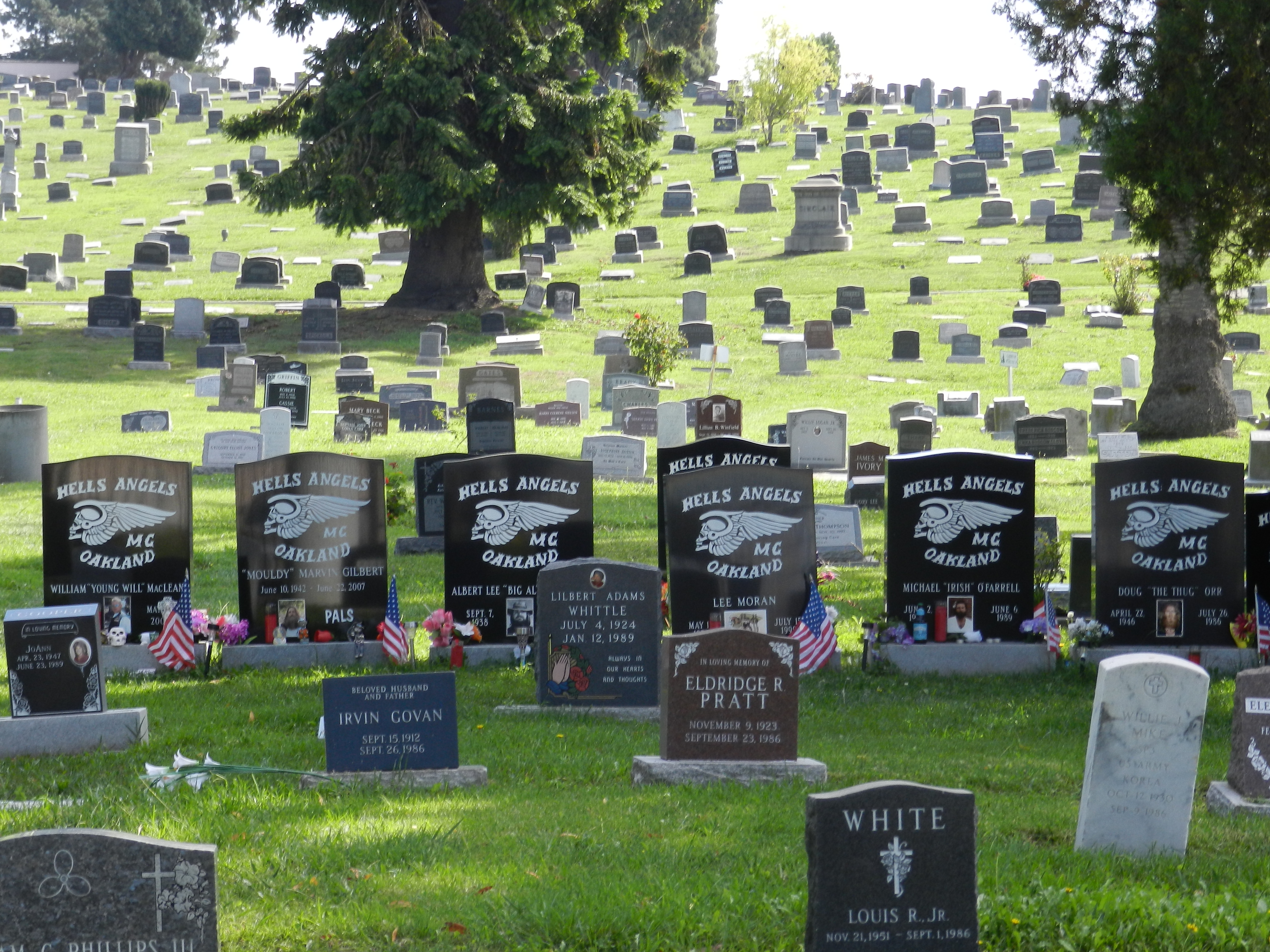
Tombes de membres del club
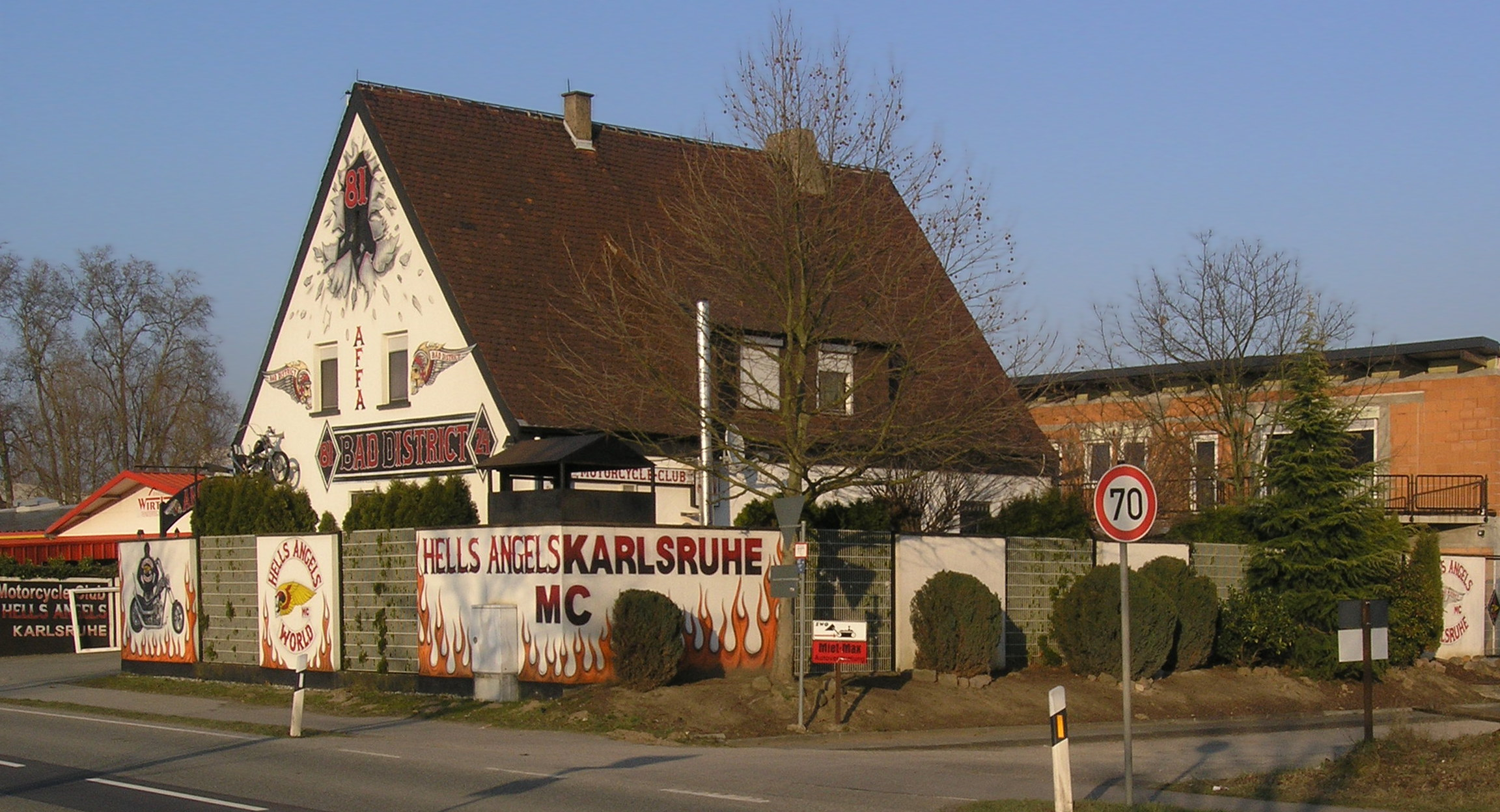
Àngels de l'infern a Alemanya
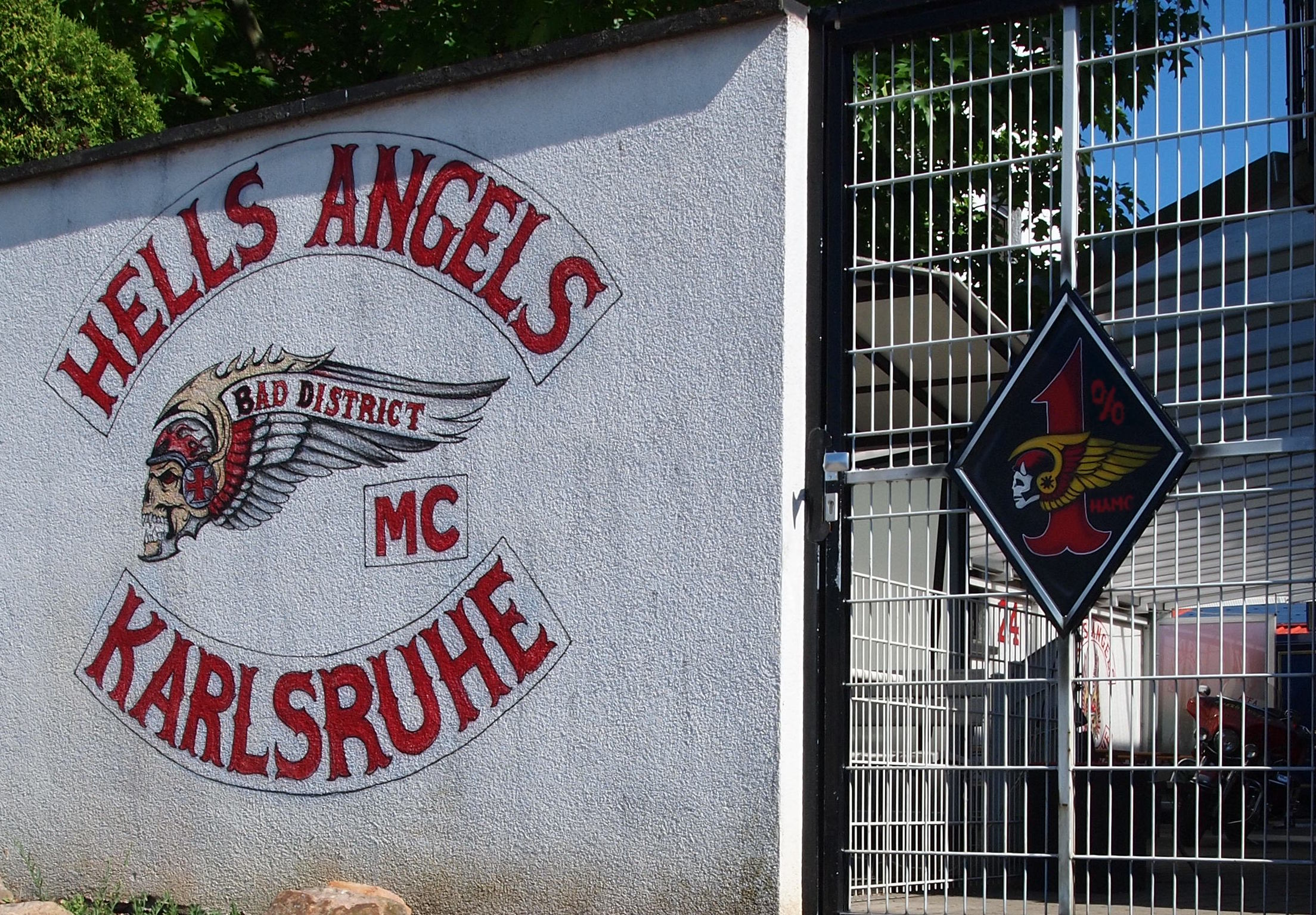
HAMC BD